# Herbert Benson
Pour les articles homonymes, voir Benson.
Herbert Benson  (né le 24 avril 1935 à Yonkers et mort le 3 février 2022 à Boston) est professeur de médecine à l'université de Harvard.

## Biographie
Il a fondé le Mind/Body Medical Institute à Harvard Medical School en 1988.
Il a participé à un colloque Esprit-science qui s'est aussi tenu à Harvard en mars 1991, en relation avec le dialogue entre scientifiques et bouddhistes à l'initiative du 14e dalaï-lama ordinairement organisé par la fondation Mind and Life Institute.
À la suite de sa rencontre avec le dalaï-lama qui visita Harvard pour la première fois en 1979, il a réalisé des études sur la pratique yogique du Toumo,. Il a notamment invité Lobsang Tenzin pour l'examiner à Boston aux USA en 1985 accompagné d'un traducteur, Karma Guéleg.

## Publications et études
- (en) Herbert Benson; John W. Lehmann; M. S. Malhotra; Ralph F. Goldman; Jeffrey Hopkins; Mark D. Epstein, « Body temperature changes during the practice of g Tum-mo yoga », Nature, Nature Publishing Group, vol. 295, no 5846,‎ 21 janvier 1982, p. 234 (DOI doi:10.1038/295234a0, lire en ligne)

MindScience - 1991
- EspritScience : Dialogue Orient-Occident avec Dalai Lama, Howard E. Gardner, Daniel Goleman, Robert A.F. Thurman, éd. Claire Lumière, 1993, 2e ed, 1999,  (ISBN 978-2-905998-28-6),  (ISBN 2905998288)[7]